# Ouba
Ouba ist eine unbewohnte Insel, die zum Atoll Abaiang in den Gilbertinseln in der Republik Kiribati gehört.

## Geographie
Ouba ist ein Motu im Westen der Riffkrone. Zusammen mit Eke und Manra liegt die Insel in einem Gebiet mit zahlreichen Kanälen, die den Zugang zwischen dem Ozean und der Abaiang Lagoon schaffen. Auf Ouba gibt es eine kleine Hotelanlage.